# Chiesa di Sant'Andrea (Monteverdi Marittimo)
La chiesa di Sant'Andrea è una chiesa di Monteverdi Marittimo.

## Storia e descrizione
Di origine medievale, ha subito numerosi rifacimenti, specialmente nel XIX secolo, ma conserva in alcune parti la struttura originaria.
All'interno, ad unica navata, fungeva da fonte battesimale una pila di pietra dove si legge Bellonae Sacr. Donax Aug. Lib. Mesor D.D. ("Alla sacra Bellona Donace liberto di Augusto agrimensore donò); la pila proviene presumibilmente dal sito Palazzuolo, nei pressi del podere San Valentino dove furono trovate tre colonne, tombe e monete romane, a conferma che il monastero di San Pietro fu costruito in località Badivecchia dove si trovava una villa romana e un tempietto della dea Bellona. Una cornice marmorea con nodo longobardo in bassorilievo, ritrovata in questa località, è oggi conservata nel piccolo museo di Monteverdi. In Palazzuolo, nel 752/754 Walfredo, nobile pisano di origini longobarde, fondò il monastero di San Pietro in Palazzuolo. La chiesa di Sant'Andrea conserva con una importante scultura lignea policroma del XV secolo raffigurante la Madonna col Bambino di Francesco di Valdambrino.

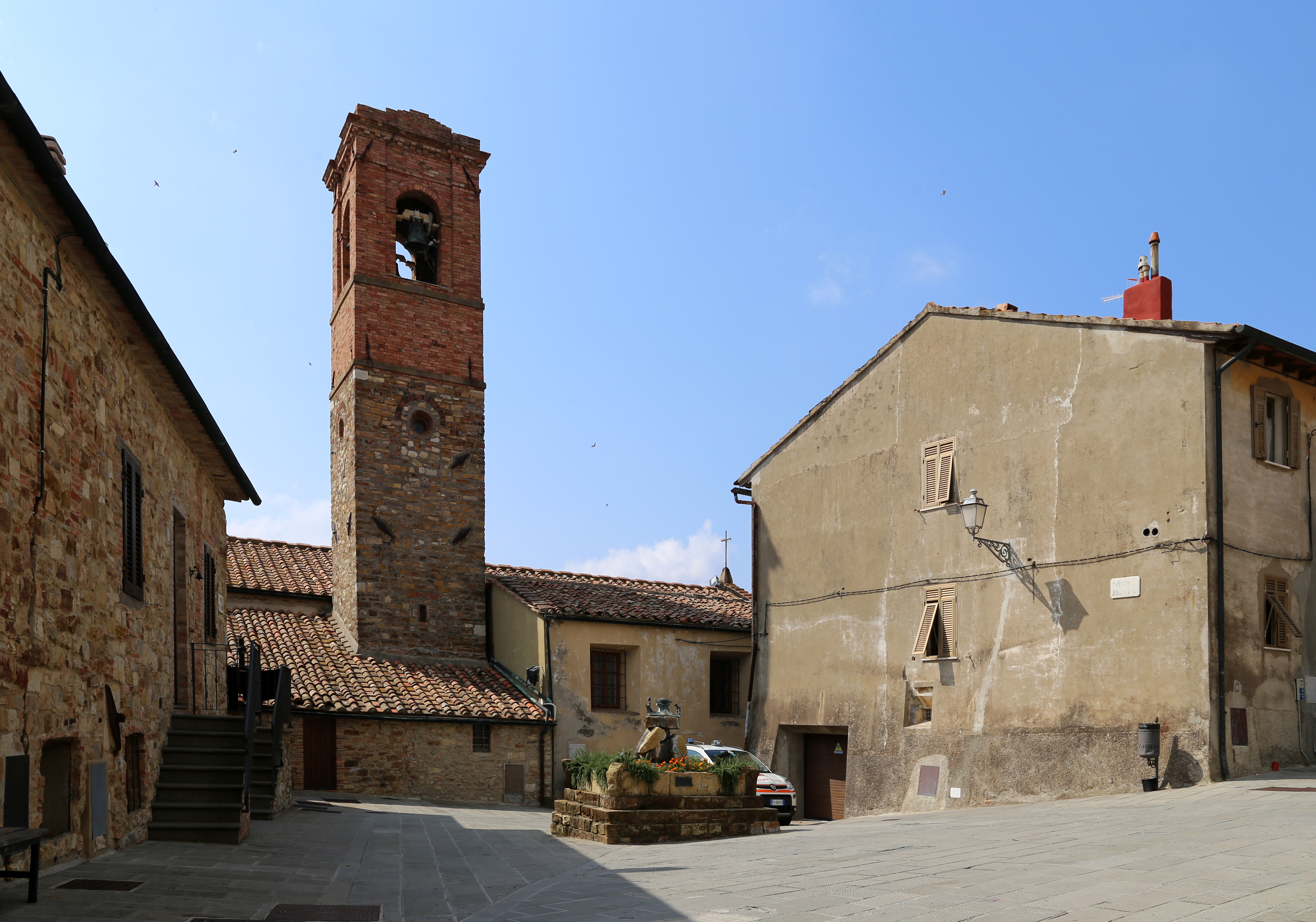
Il campanile visto dalla piazzetta della Torre
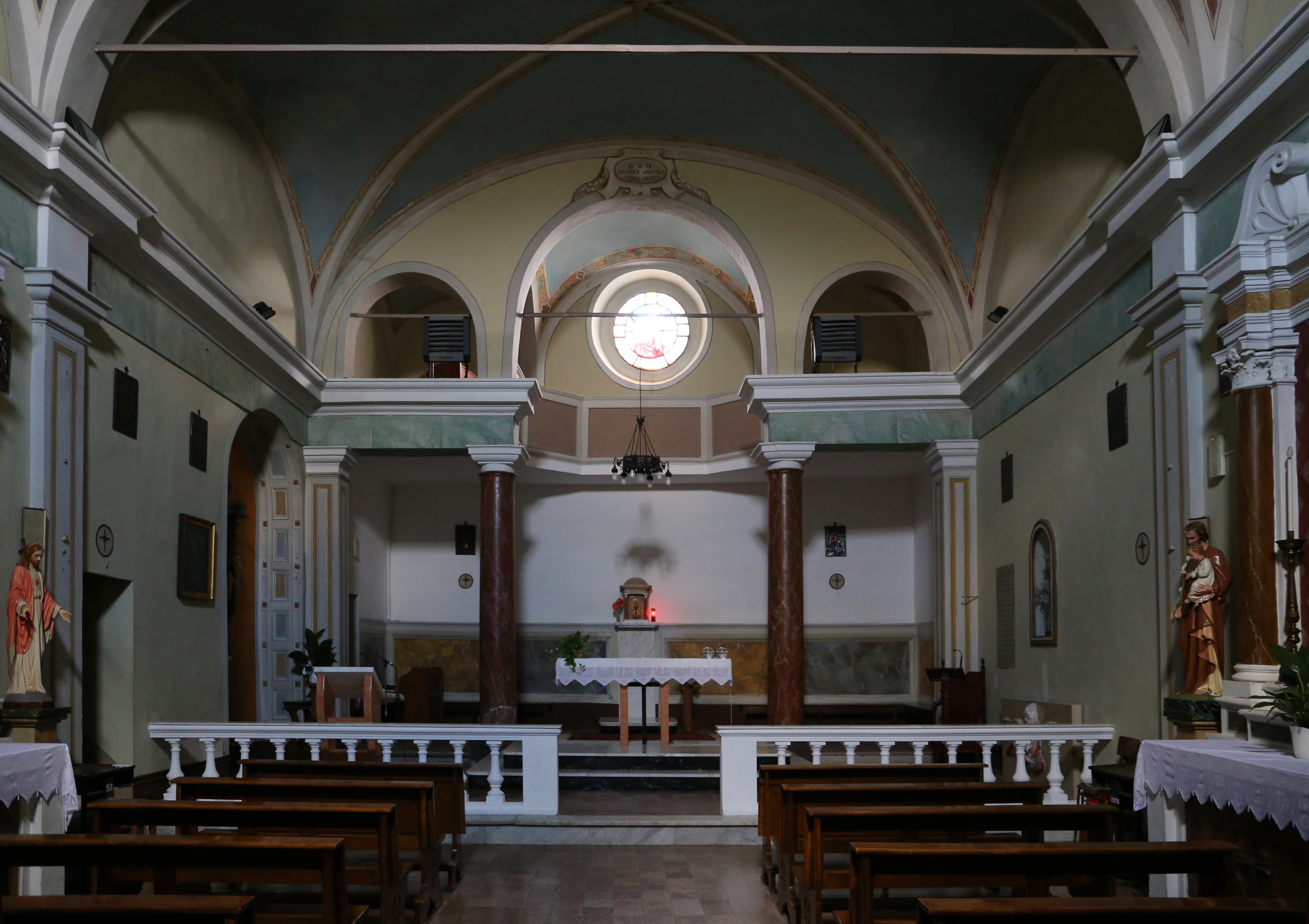
Interno
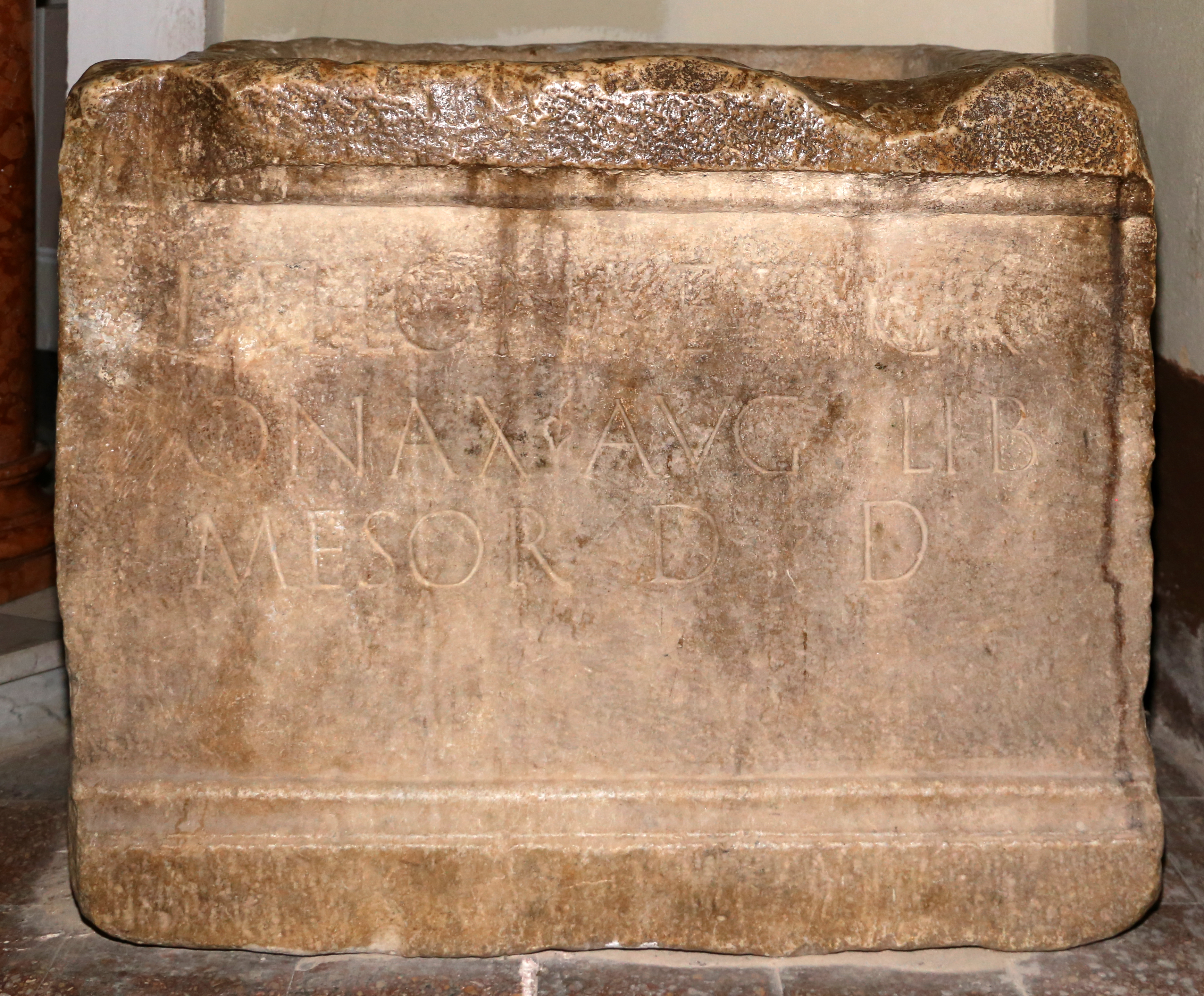
L'iscrizione romana usata come fonte battesimale